# کلیسای متدیست کتیز
کلیسای متدیست کتیز یک کلیسای متدیسم است که در شهر کاردیف و محله کتیز واقع شده‌است.
سرویس اصلی یکشنبه‌ها ساعت ۱۱ صبح است. خدمات توسط کاهن الکسیس ماهونی و سایر کشیش‌های متدیست یا واعظان محلی انجام می‌شود. عبادت در سبکی متفاوت از سنتی تا مدرن است.
تاریخچه ساخت این کلیسا به سال ۱۸۶۲ میلادی بازمی‌گردد. بنای این کلیسا در سه طبقه ساخته شده‌است.